# El Riachuelo
El Riachuelo är en ort i Mexiko.   Den ligger i kommunen Rioverde och delstaten San Luis Potosí, i den centrala delen av landet, 270 km norr om huvudstaden Mexico City. El Riachuelo ligger 953 meter över havet och antalet invånare är 365.
Terrängen runt El Riachuelo är kuperad åt sydväst, men åt nordost är den platt. Runt El Riachuelo är det ganska glesbefolkat, med 29 invånare per kvadratkilometer. Närmaste större samhälle är Río Verde, 17,5 km norr om El Riachuelo. I omgivningarna runt El Riachuelo växer huvudsakligen savannskog.